# Ildikó Keresztes
Ildikó Keresztes (ur. 8 sierpnia 1964 w Târgu Mureș w Siedmiogrodzie, Rumunia) – węgierska wokalistka i aktorka.
Przed rozpoczęciem kariery śpiewaczej studiowała w akademii wychowania fizycznego. Od 1988 roku występuje w rock-operach i musicalach. Od dziesięciu lat pracuje w Sporon w teatrze im. Petofiego i w Budapeszcie w Teatrze Ruttkai. Jej głos „uwieczniony” jest na ponad trzydziestu płytach, śpiewała w zespole Omega, Ungar, oraz w Kormoranie i Rózsaszin Bombazók. Wydała także dwa albumy solowe.